# Quimera (mitología)

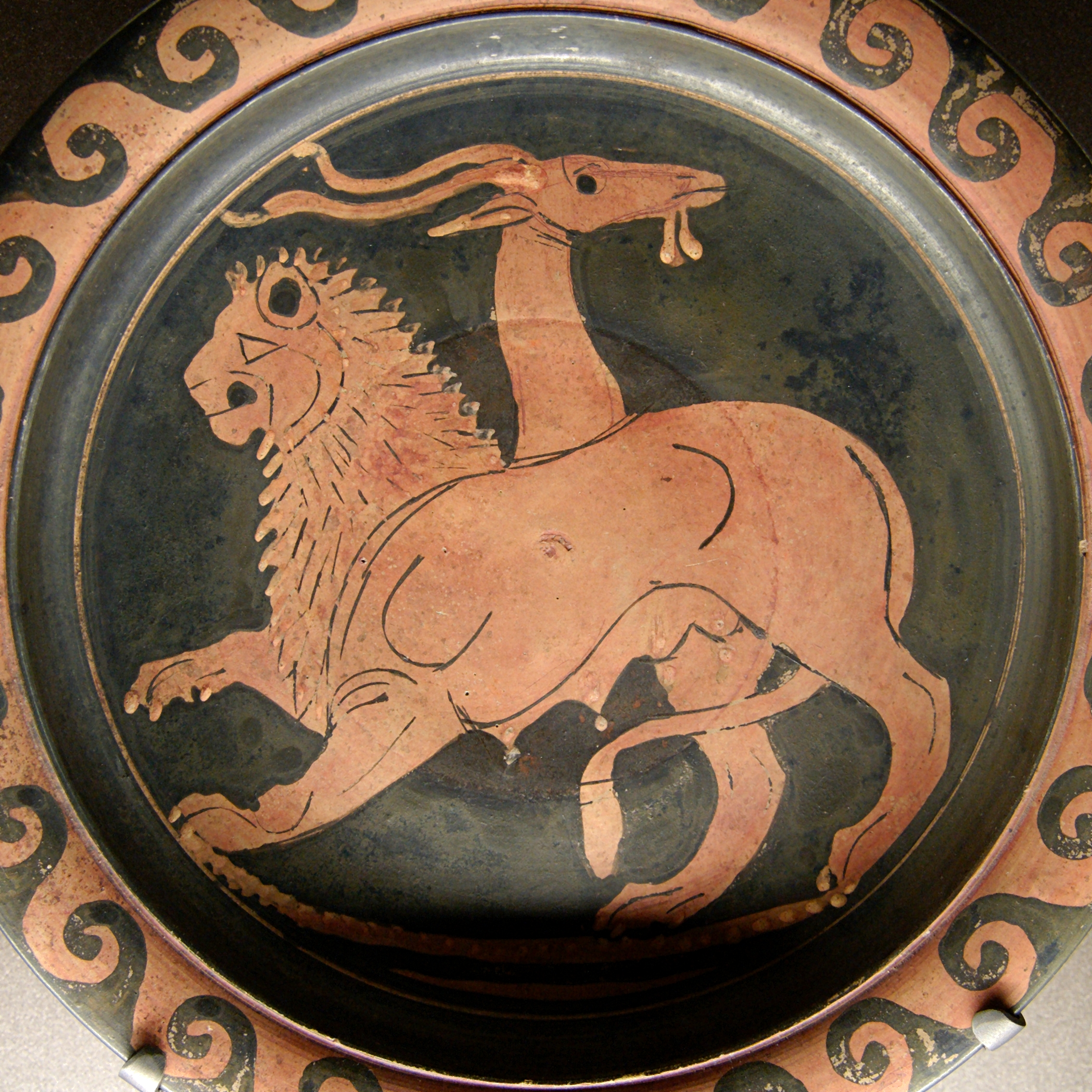
Quimera.

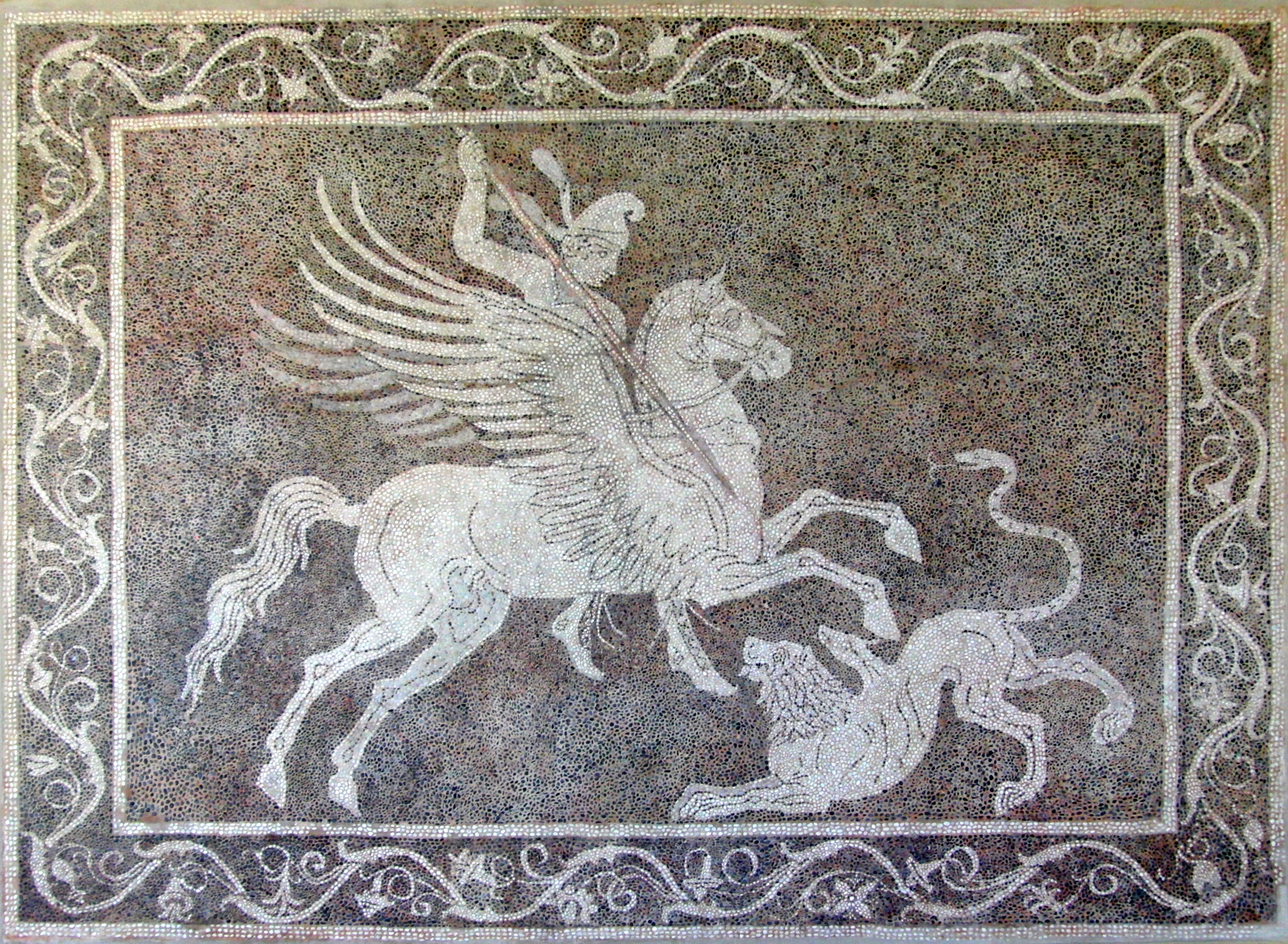
mosaico de Belerofonte matando a la Quimera. Museo Arqueológico de Rodas.

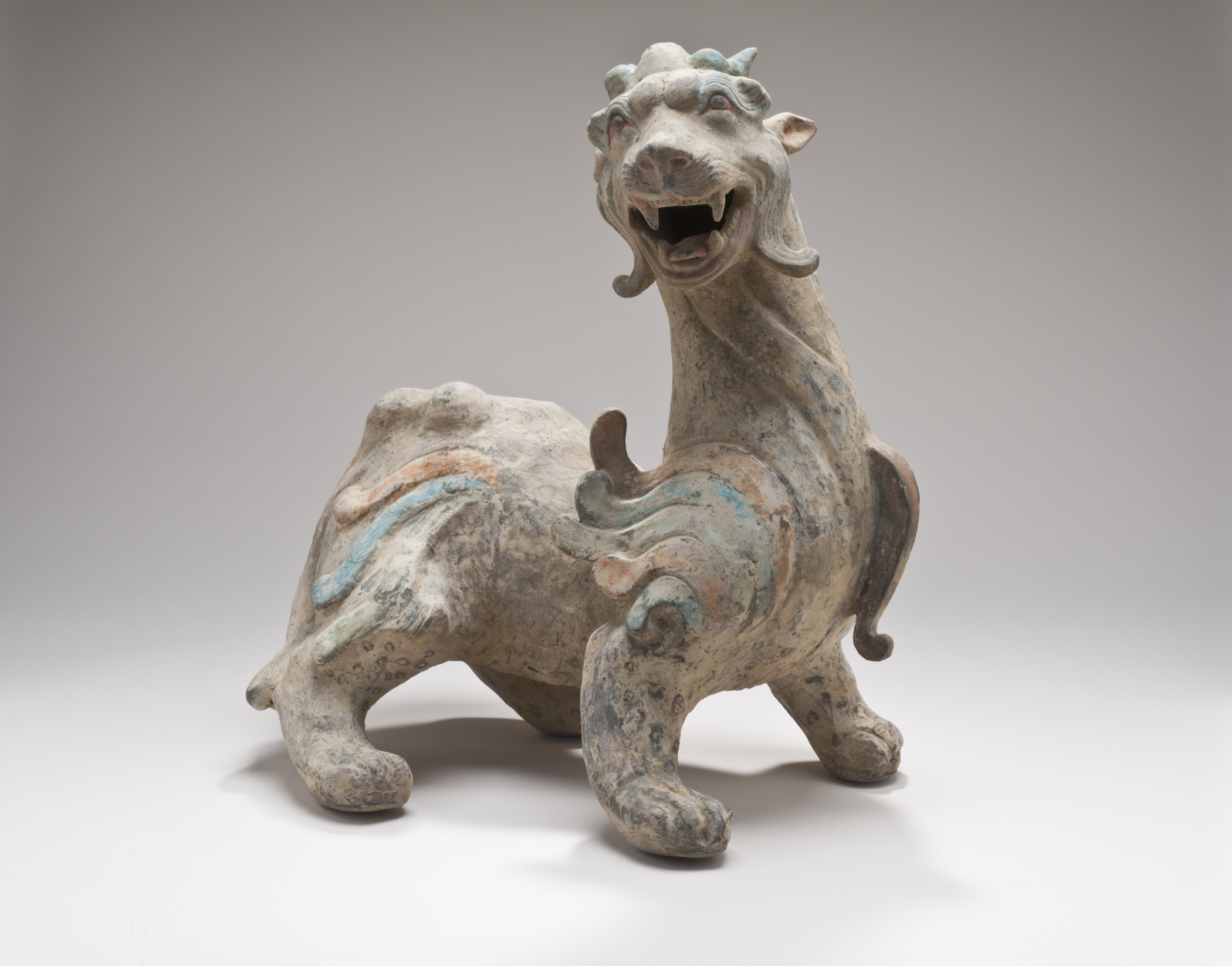
Una bìxié o pixiu femenino chino con dos astas. Los Angeles County Museum of Art (LACMA).

En la mitología griega, la Quimera (Χίμαιρα / Chímaira:«animal fabuloso», en latín Chimæra) es un monstruo híbrido del que en general se considera que es hija de Tifón y Equidna, aunque para el poeta Hesíodo la madre de la Quimera está designada por un pronombre que puede referirse tanto a Equidna como a la Hidra de Lerna. La quimera vagaba por las regiones de Asia Menor aterrorizando a las poblaciones y engullendo animales y hasta rebaños enteros. Era una sola criatura, difícil de dominar, con la fuerza de tres animales. Es posible que de su unión con Ortro nacieran la Esfinge y el león de Nemea. Otros dicen que la tormentosa Quimera había sido criada por un tal Amisodaro, para desgracia de numerosos hombres.
Las descripciones varían desde las que explicaban que su configuración fenotípica estaba compuesta del cuerpo de una cabra, la cola de una serpiente o un dragón y la cabeza de un león, hasta las que afirmaban que  su configuración fenotípica estaba compuesta de tres cabezas: una de león, otra de macho cabrío, que le salía del lomo, y la última de dragón o serpiente, que nacía en la cola. En descripciones posteriores, se le agregó una cuarta cabeza y un par de alas de dragón, dando como resultado a un monstruo de cuatro cabezas: una de león, otra de macho cabrío, otra de dragón (ambas salidas del lomo), y la última de serpiente, que nacía en la cola. Se dice que escupía fuego.
Quimera fue derrotada finalmente por Belerofonte con la ayuda de Pegaso, el caballo alado, a las órdenes del rey Yóbates de Licia. Hay varias descripciones de su muerte: algunas dicen simplemente que Belerofonte la atravesó con su lanza, mientras que otras sostienen que la mató cubriendo la punta de la lanza con plomo que se fundió al ser expuesto a la ardiente respiración de Quimera.

## Familia

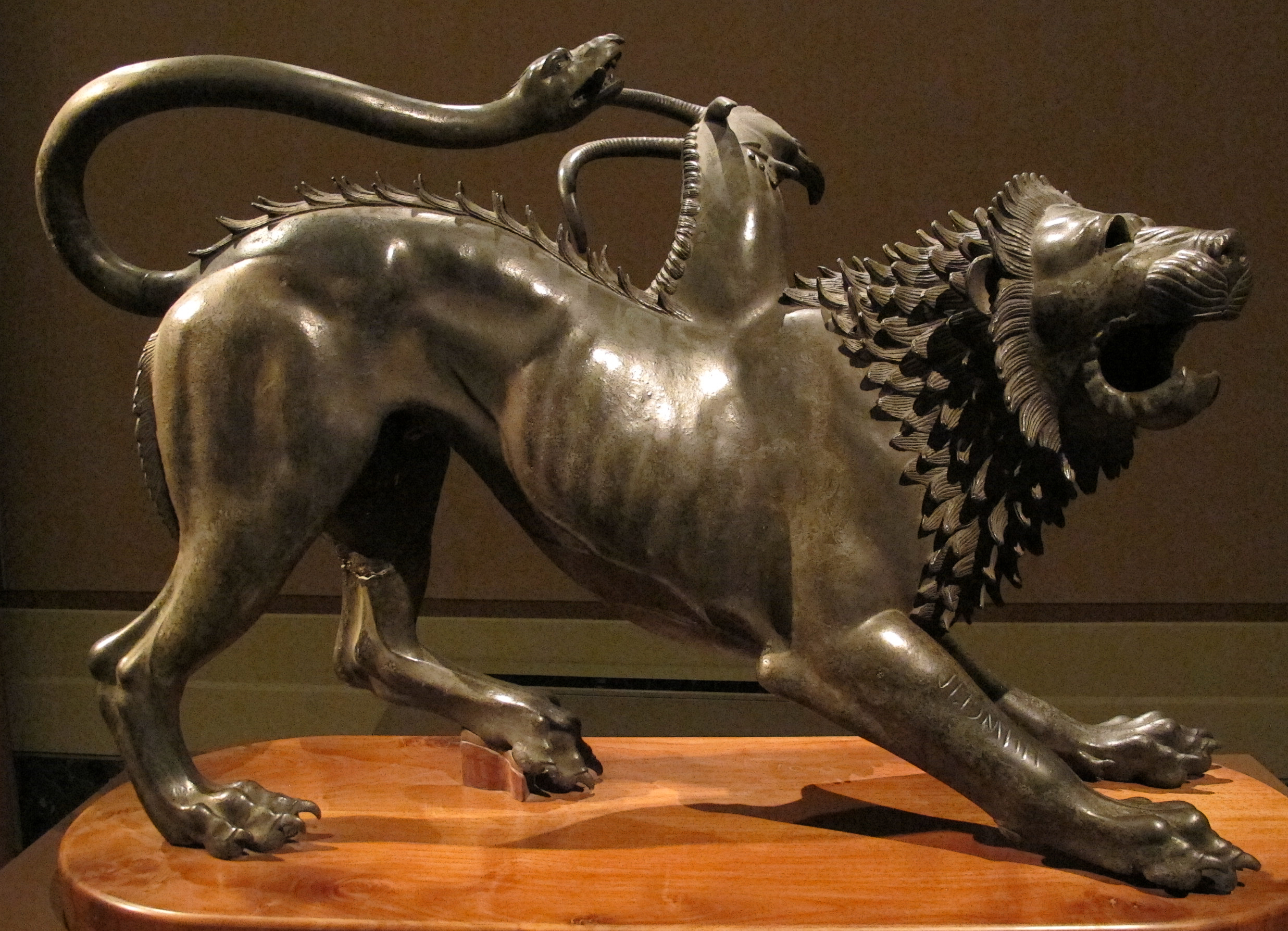
"Quimera de Arezzo": un bronce de la civilización etrusca.

Según Hesíodo, la madre de la Quimera era una cierta "ella" ambigua, que puede referirse a Equidna, en cuyo caso el padre sería Tifón, aunque también podría referirse en su lugar a la Hidra o incluso a Ceto. Sin embargo, los mitógrafos Apolodoro (citando a Hesíodo como su fuente) e Higino la consideran descendiente de Equidna y Tifón. Hesíodo también tiene a la Esfinge y al león de Nemea por vástagos de Orto y de otra ambigua «ella», a menudo entendida como referida a la Quimera, a veces a Equidna o incluso, de nuevo, a Ceto. Otros dicen que la Esfinge es hija de la Quimera y Tifón.

## Iconografía

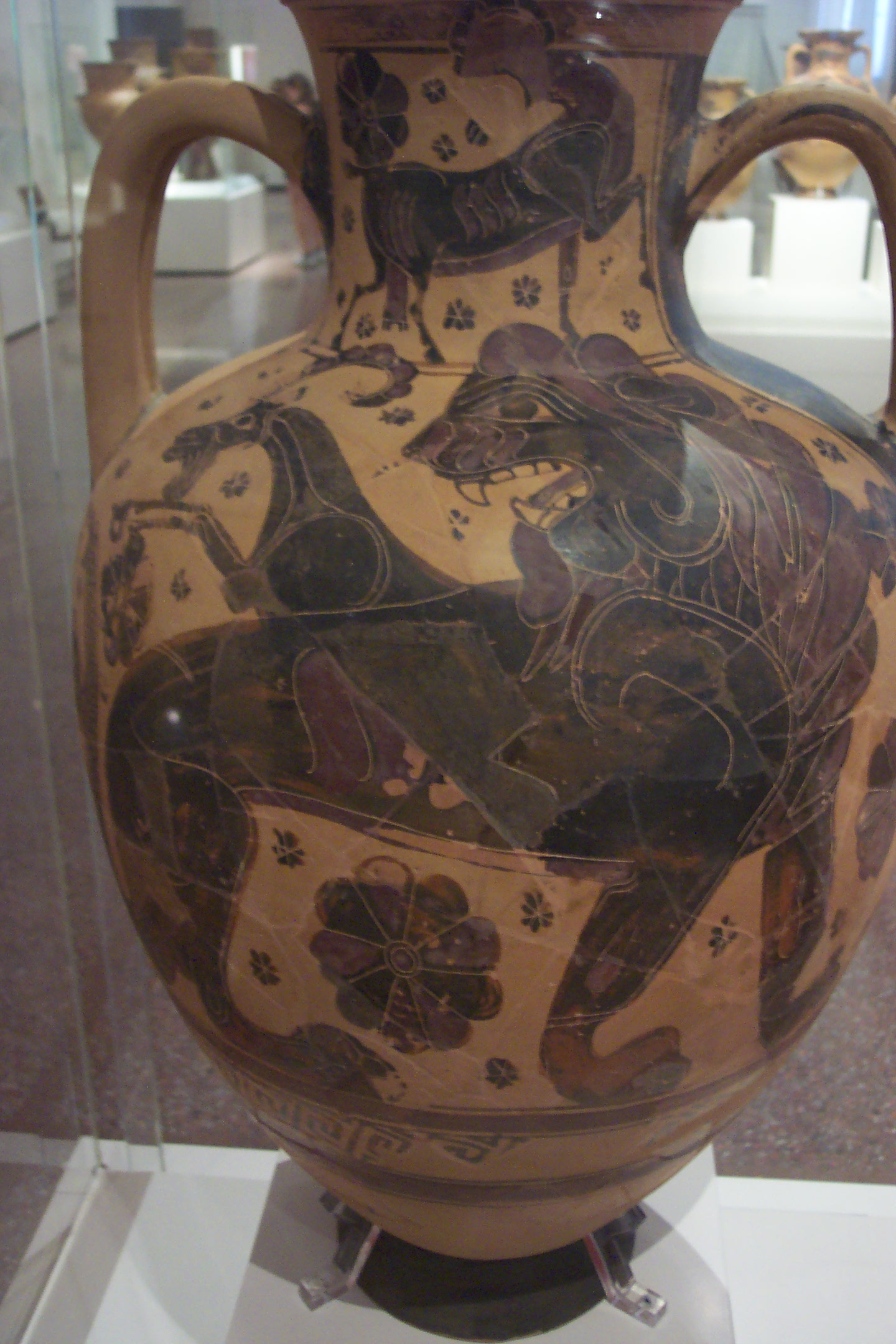
Quimera representada en un jarrón ático.

Aunque la Quimera se encontraba, según Homero, en la extranjera Licia, su representación en las artes era totalmente griega. La quimera de Arezzo, de origen etrusco conservado en el Museo Arqueológico de Florencia, es un buen ejemplo. Una tradición autónoma que no dependía de la palabra escrita estaba representada en el repertorio visual de los pintores de vasos griegos. La Quimera apareció por primera vez en el repertorio de los pintores de cerámica protocorintios, proporcionando algunas de las primeras escenas mitológicas identificables que pueden reconocerse en el arte griego. Tras algunas vacilaciones iniciales, el tipo corintio se fijó en la década de 670 a.C.; las variaciones en las representaciones pictóricas sugieren a Marilyn Low Schmitt múltiples orígenes[ La fascinación por lo monstruoso derivó a finales del siglo VII en un motivo decorativo de Quimera en Corinto, mientras que el motivo de Belerofonte sobre Pegaso adquirió una existencia separada en solitario. Una tradición ática separada, en la que las cabras respiran fuego y la parte trasera del animal es serpentina, comienza con tal confianza que Marilyn Low Schmitt está convencida de que debe haber precursores locales no reconocidos o no descubiertos. Dos pintores de jarrones emplearon el motivo con tanta constancia que recibieron los seudónimos de el Pintor de Belerofonte y el Pintor de Quimera. Según los romanos, la quimera fue representada solamente con dos cabezas: la de león y la de cabra, la cual salía del lomo.

## Versiones racionalizantes
Virgilio llama «Quimera» a la gigantesca nave de Gías en una carrera de barcos, con posible significado alegórico en la política romana contemporánea. Amisodaro, a quien llaman Isara, llegó de la colonia de los licios próxima a CeIeia con unas naves piratas que dirigía Quimarro, hombre guerrero, cruel y brutal. Navegaba con una nave que tenía como distintivo un león en la proa y una serpiente en la popa. Hacía mucho mal a los licios y no era posible navegar por el mar, ni vivir en las ciudades cercanas al mar. Belerofonte lo mató persiguiéndolo con Pegaso cuando trataba de escapar. Otros aseguran que la llamada Quimera era una montaña orientada hacia el sol, que producía fuertes e ígneos destellos en el verano, por cuya refracción por la llanura los frutos se secaban, y que Belerofonte, cuando se dio cuenta, cortó la parte más lisa del barranco que de manera especial refractaba los rayos solares. Y otros más, en efecto, dicen que Belerofonte mató un jabalí salvaje que dañaba a animales y frutos en territorio de los jonios.

## Mitología china

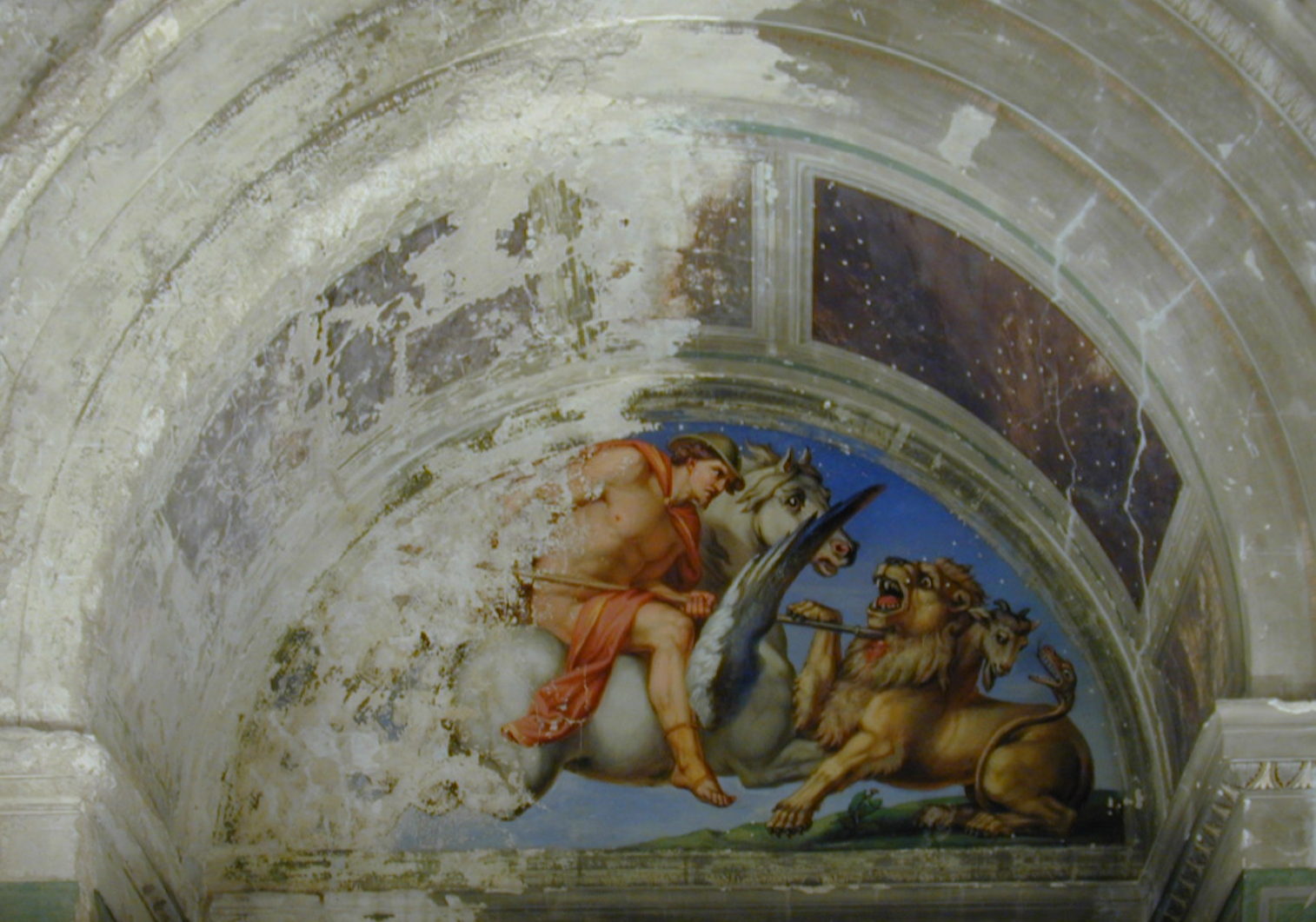
Belerofonte mata a la quimera.

Algunos especialistas occidentales del arte chino, a partir de Victor Segalen, utilizan la palabra "quimera" para referirse genéricamente a cuadrúpedos alados híbridos de leones como los bìxié (辟邪), tianlu e incluso qilin. A menudo se representan también con barbas de chivo.
Originalmente los denominados Ruìshòu (en chino 瑞兽) se utilizaban para proteger tumbas como animales propicios para dispersar los malos espíritus.

## Criaturas similares

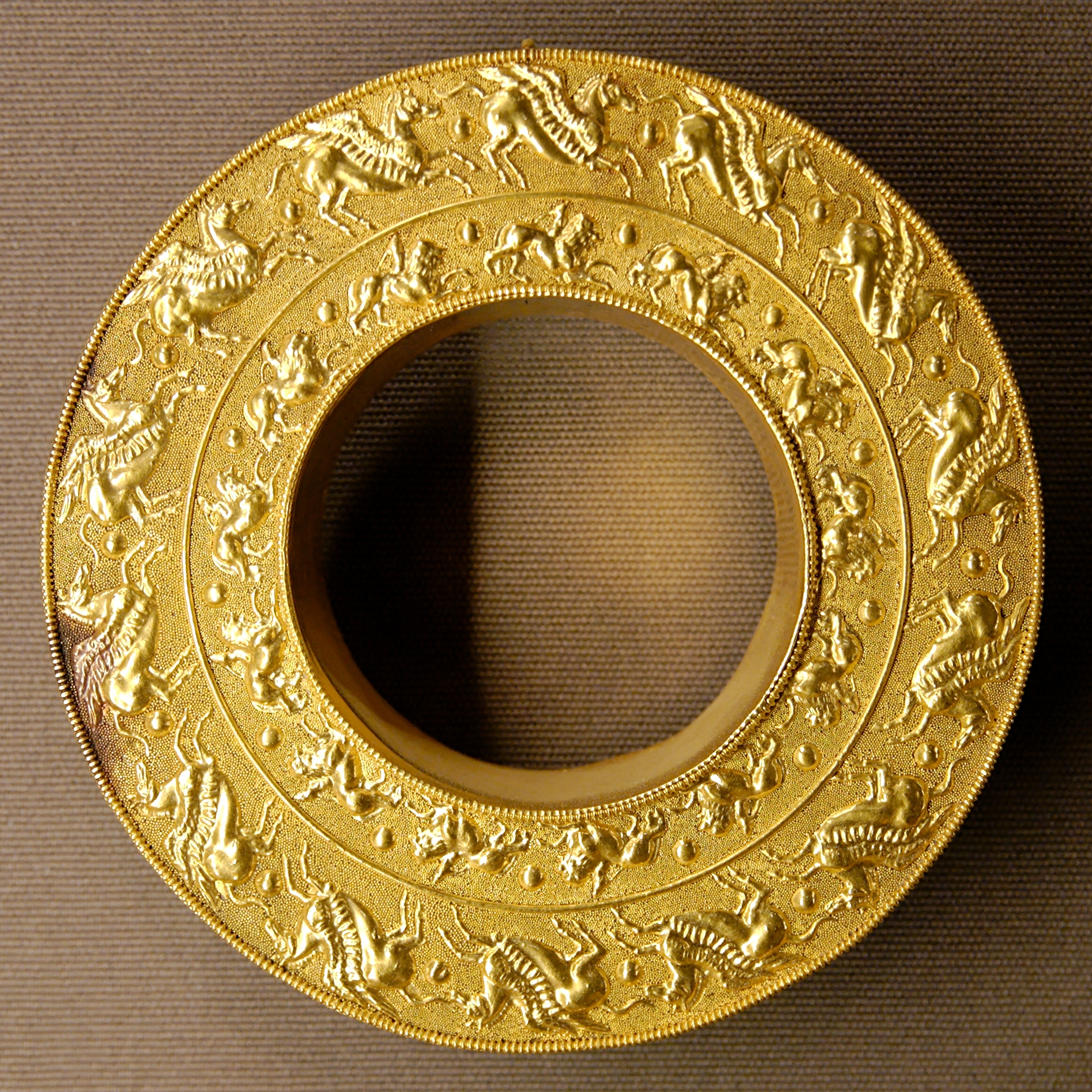
Carrete de oro, posiblemente una orejera, con un Pegaso alado (banda exterior) y la Quimera (banda interior), Magna Grecia o Etruria, (Louvre)

Una leona que respiraba fuego fue una de las primeras deidades solares y bélicas del Antiguo Egipto (representaciones de 3000 años antes de las griegas) y sus influencias son factibles. La leona representaba a la diosa de la guerra y protectora de las dos culturas que se unirían como Antiguo Egipto. Sekhmet era una de las deidades dominantes en el Alto Egipto y Bast en el Bajo Egipto. Como madre divina, y sobre todo como protectora, para el Bajo Egipto, Bast se asoció fuertemente con Wadjet, la diosa patrona del Bajo Egipto.[cita requerida]
En la civilización etrusca, la Quimera aparece en el periodo orientalizante que precede al arte arcaico etrusco; es decir, muy temprano. La Quimera aparece en pinturas murales etruscas del siglo IV a. C..[cita requerida]
En la civilización del Indo hay imágenes de la quimera en muchos sellos. Hay diferentes tipos de quimera compuestos por animales del subcontinente indio. No se sabe cómo llamaban a la quimera los habitantes del Indo.[cita requerida]
En el arte medieval, aunque la quimera de la antigüedad fue olvidada, las figuras quiméricas aparecen como encarnaciones de las fuerzas engañosas, incluso satánicas, de la naturaleza bruta. Dotados de un rostro humano y una cola escamosa, como en la visión de Gerión de Dante en el Infierno xvii.7-17, 25-27, los monstruos híbridos, más parecidos a la Mantícora de la Historia Natural de Plinio (viii.90), proporcionaron representaciones icónicas de la hipocresía y el fraude hasta bien entrado el siglo XVII, a través de una representación emblemática en la Iconologia de Cesare Ripa.

## Interpretaciones
La Quimera y su mito ofrecen un terreno fértil para las interpretaciones, porque los animales que la componen llevan tradicionalmente múltiples símbolos (realeza para el león, etc.), y la Quimera reúne así los símbolos de tres animales (el significado que hay que darle no es tan evidente para nosotros como pudo serlo en su momento...). A la inversa, los animales pueden servir de símbolos y emblemas. El tema clásico de la victoria del héroe sobre el monstruo puede interpretarse a cualquier nivel, desde el más profundamente psicológico hasta el más colectivo (victoria de un pueblo sobre otro o de una coalición de varios pueblos, de una religión sobre otra, de una organización política sobre otra, etc.). La única condición es reunir pistas que relacionen al monstruo con el vencido y al héroe (y sus aliados o características) con el vencedor o vencedores. A partir de dudosas interpretaciones etimológicas, son posibles (y de hecho se han hecho) diversos vínculos con los cimerios y los kimeros (antepasados de los querubines) de los sumerios.
Según Édouard Brasey, durante la Edad Media, La Quimera simbolizaba la tentación y los deseos inalcanzables.
La batalla de Belerofonte montado en Pegaso contra la Quimera es también un arquetipo de muchas historias en las que valientes caballeros sobre su montura blanca triunfan sobre los monstruos más horribles.

### Interpretación de Jean Chevalier y Alain Gheerbrant
El diccionario de símbolos indica que la quimera es un símbolo muy complejo de creaciones imaginarias procedentes de las profundidades del inconsciente, que tal vez representen deseos insatisfechos, fuentes de frustración y posterior dolor. La quimera es vista como un monstruo que seduce y pierde a quien se acerca a ella, un monstruo al que no se puede combatir de frente y 

que hay que perseguir para atraparlo en sus guaridas más profundas

.
Sociólogos y poetas habrían visto en la quimera una metáfora de los torrentes, 

caprichosos como cabras, devastadores como leones y sinuosos como serpientes

, que no pueden detenerse construyendo diques, sino sólo secando las fuentes o desviando los cauces.

### Interpretación de Paul Diel
Paul Diel interpreta el aspecto de la Quimera, compuesta por el cuerpo de un león, una cabra y una serpiente como el de un monstruo compuesto en el que el león representa la perversión de los deseos materiales, la cabra el perverso dominio sexual y la serpiente la mentira. También contrapone la Quimera al caballo alado Pegaso: el regalo de Pegaso a Belerofonte por parte de Atenea, símbolo de sublime combatividad, significa que el hombre sólo puede superar la exaltación imaginativa simbolizada por la Quimera si domina la energía espiritual representada por Pegaso. El caballo alado se opone así a la quimera, representa la elevación de los deseos esenciales de la espiritualidad que se oponen a la trivialización y a la perversión representadas por este monstruo. El autor añade que, capturando a Pegaso con una brida de oro y montándolo, Belerofonte es capaz de derrotar a la quimera, pero que esta quimérica y fugaz victoria lo envanece y precipita así su caída (de hecho, más tarde, en el gesto de Belerofonte, éste cae víctima de su orgullo y se cree capaz de alcanzar el Olimpo con Pegaso). La quimera puede simbolizar igualmente un monstruo que devasta un país o el gobierno de un gobernante pervertido, tiránico o débil.

### La interpretación de Robert Graves
Para Robert Graves, cada una de sus partes correspondía, en la sociedad de hilado matriarcal que precedió al patriarcado de los aqueos, a las tres edades de la vida de una mujer: el león para la pubertad, la cabra para la madurez, la serpiente para la menopausia.
A estos mismos animales se les atribuían también las tres estaciones del año: primavera para el león, verano para la cabra e invierno para la serpiente, que es fría, muda y se "regenera" a la sombra. El conjunto de estos tres elementos de la comprensión del tiempo y la naturaleza simbolizaba la vida que pasa, la vida en su curso: la diosa madre en su plenitud.
La leyenda de que fue asesinada significa el abandono de su culto y prerrogativas, sustituidos por los de los nuevos dioses masculinos. Que escupiera fuego, etc., corresponde al respeto que se le debe, que, si se desobedeciera, te prendería fuego. El símbolo de la serpiente se vuelve a encontrar en el Génesis de la Biblia, de nuevo en forma de animal hembra, pero esta vez dañino; y en la religión cristiana se sigue otorgando a la Virgen el poder de dominar a su serpiente. Pero mientras que en los tiempos de la Quimera, como representante de la diosa madre, la serpiente era el símbolo de una edad, una época del año, se ha convertido en un símbolo fálico en la sociedad patriarcal.